# Ель-Ойо-де-Пінарес
Ель-Ойо-де-Пінарес (ісп. El Hoyo de Pinares) — муніципалітет в Іспанії, у складі автономної спільноти Кастилія-і-Леон, у провінції Авіла. Населення — 2326 осіб (2010).
Муніципалітет розташований на відстані близько 60 км на захід від Мадрида, 29 км на південний схід від Авіли.

## Демографія
Динаміка населення (INE ):